# Leptophlebia marginata
Leptophlebia marginata is een haft uit de familie Leptophlebiidae. De wetenschappelijke naam is gepubliceerd in 1767 door Linnaeus. De soort komt voor in het Palearctisch gebied.